# Superliga 2020-2021 (Slovacchia)
La Superliga 2020-2021 (chiamata anche Fortuna Liga 2020-2021 per motivi di sponsorizzazione) è stata la ventottesima edizione del campionato slovacco di calcio, iniziata l'8 agosto 2020 e terminata il 22 maggio 2021. Lo Slovan Bratislava, squadra campione in carica, si è riconfermato conquistando il titolo per l'undicesima volta nella sua storia, la terza consecutiva.

## Stagione

### Novità
Nessuna squadra è stata retrocessa dalla stagione precedente, dal momento che il Nitra, ultimo classificato, ha vinto lo spareggio promozione/retrocessione contro il Dubnica, vincitore della seconda divisione, per cui partecipano le stesse squadre della stagione precedente.

### Regolamento
Le 12 squadre si affrontano in una prima fase in gironi di andata-ritorno. Nella seconda fase le prime sei del girone si affrontano in un gruppo per decretare il campione di Slovacchia, mentre le sei rimanenti si affrontano per non retrocedere in 2. Liga. 

La squadra campione di Slovacchia si qualifica per il primo turno di qualificazione della UEFA Champions League 2021-2022.

La seconda e la terza classificata si qualificano rispettivamente per il secondo e il primo turno di qualificazione della UEFA Europa Conference League 2021-2022.

L'ultimo posto in Europa spetta alla vincitrice della coppa di Slovacchia; se la vincitrice, a fine stagione, arriverà tra la prima e la terza posizione, si giocheranno dei play-off tra le squadre classificate dal quarto al settimo posto per stabilire l'ultima squadra che parteciperà alle competizioni europee.

La penultima classificata disputa uno spareggio promozione-retrocessione con la seconda classificata della 2. Liga.

L'ultima classificata retrocederà direttamente in 2. Liga.

## Squadre partecipanti
| Club                | Città           | Stadio                          | Stagione precedente    |
| ------------------- | --------------- | ------------------------------- | ---------------------- |
| AS Trenčín          | Trenčín         | Štadión pod Dubňom (Žilina)     | 7º posto in Superliga  |
| DAC Dunajská Streda | Dunajská Streda | MOL Aréna                       | 3º posto in Superliga  |
| Nitra               | Nitra           | Štadión pod Zoborom             | 12º posto in Superliga |
| Pohronie            | Žiar nad Hronom | Mestský štadión                 | 11º posto in Superliga |
| Ružomberok          | Ružomberok      | Štadión pod Čebraťom            | 5º posto in Superliga  |
| Senica              | Senica          | OMS Arena                       | 10º posto in Superliga |
| Sereď               | Sereď           | Štadión FC ViOn (Zlaté Moravce) | 9º posto in Superliga  |
| Slovan Bratislava   | Bratislava      | Tehelné pole                    | Campione di Slovacchia |
| Spartak Trnava      | Trnava          | Stadio Anton Malatinský         | 4º posto in Superliga  |
| ViOn Z.M.           | Zlaté Moravce   | Štadión FC ViOn                 | 8º posto in Superliga  |
| Zemplín Michalovce  | Michalovce      | Stadio Mestský futbalový        | 6º posto in Superliga  |
| Žilina              | Žilina          | Štadión pod Dubňom              | 2º posto in Superliga  |

## Stagione regolare

### Classifica finale
|  | Pos. | Squadra             | Pt | G  | V  | N  | P  | GF | GS | DR  |
|  | ---- | ------------------- | -- | -- | -- | -- | -- | -- | -- | --- |
|  | 1.   | Slovan Bratislava   | 54 | 22 | 17 | 3  | 2  | 54 | 12 | +42 |
|  | 2.   | DAC Dunajská Streda | 44 | 22 | 13 | 5  | 4  | 48 | 28 | +20 |
|  | 3.   | Žilina              | 37 | 22 | 11 | 4  | 7  | 49 | 33 | +16 |
|  | 4.   | Spartak Trnava      | 35 | 22 | 11 | 2  | 9  | 32 | 29 | +3  |
|  | 5.   | ViOn Z.M.           | 33 | 22 | 9  | 6  | 7  | 38 | 29 | +9  |
|  | 6.   | AS Trenčín          | 28 | 22 | 7  | 7  | 8  | 30 | 38 | -8  |
|  | 7.   | Ružomberok          | 23 | 22 | 5  | 8  | 9  | 31 | 37 | -6  |
|  | 8.   | Nitra               | 22 | 22 | 6  | 4  | 12 | 21 | 38 | -17 |
|  | 9.   | Zemplín Michalovce  | 22 | 22 | 5  | 7  | 10 | 22 | 42 | -20 |
|  | 10.  | Sereď               | 22 | 22 | 5  | 7  | 10 | 22 | 39 | -17 |
|  | 11.  | Senica              | 21 | 22 | 5  | 6  | 11 | 23 | 40 | -17 |
|  | 12.  | Pohronie            | 20 | 22 | 3  | 11 | 8  | 27 | 32 | -5  |

Legenda:
      Ammesse ai Play-off scudetto
      Ammesse ai Play-out
Regolamento:
Tre punti a vittoria, uno a pareggio, zero a sconfitta.

### Risultati
|                    | AST  | DAC  | Nit  | Poh  | Ruž  | Sen  | Ser  | SlB  | SpT  | VZM  | ZeM  | Žil  |
| ------------------ | ---- | ---- | ---- | ---- | ---- | ---- | ---- | ---- | ---- | ---- | ---- | ---- |
| AS Trenčín         | –––– | 3-3  | 3-2  | 1-1  | 3-1  | 0-1  | 1-0  | 1-2  | 2-0  | 1-1  | 2-2  | 2-4  |
| DAC Dun. Streda    | 3-1  | –––– | 6-0  | 0-0  | 3-2  | 2-0  | 6-0  | 1-1  | 2-1  | 1-3  | 2-1  | 1-1  |
| Nitra              | 1-2  | 0-1  | –––– | 3-1  | 1-1  | 1-1  | 3-0  | 0-5  | 0-1  | 0-1  | 1-1  | 0-3  |
| Pohronie           | 0-1  | 1-2  | 3-1  | –––– | 2-2  | 1-2  | 2-2  | 1-2  | 3-3  | 2-2  | 1-1  | 2-1  |
| Ružomberok         | 2-2  | 1-1  | 3-0  | 0-0  | –––– | 2-3  | 0-0  | 0-0  | 0-1  | 2-1  | 4-0  | 2-1  |
| Senica             | 2-3  | 2-4  | 0-0  | 1-1  | 1-2  | –––– | 2-2  | 0-3  | 0-2  | 1-1  | 3-0  | 0-4  |
| Sereď              | 2-2  | 1-0  | 1-2  | 0-2  | 0-0  | 4-0  | –––– | 0-5  | 2-6  | 1-2  | 1-1  | 3-2  |
| Slovan Bratislava  | 2-0  | 3-1  | 0-1  | 1-0  | 5-0  | 2-0  | 3-0  | –––– | 2-0  | 2-1  | 5-0  | 3-2  |
| Spartak Trnava     | 2-0  | 0-2  | 0-2  | 1-1  | 3-1  | 1-0  | 0-2  | 0-3  | –––– | 1-0  | 1-2  | 2-1  |
| ViOn Z.M.          | 5-0  | 1-2  | 3-1  | 2-2  | 3-1  | 2-2  | 1-0  | 2-1  | 2-4  | –––– | 0-0  | 4-0  |
| Zemplín Michalovce | 1-1  | 2-4  | 1-0  | 2-0  | 4-3  | 0-1  | 0-2  | 0-2  | 0-2  | 1-0  | –––– | 1-1  |
| Žilina             | 2-0  | 4-1  | 1-2  | 2-1  | 3-2  | 3-1  | 0-0  | 2-2  | 2-1  | 4-1  | 6-2  | –––– |

## Play-off scudetto

### Classifica finale
|                       | Pos. | Squadra             | Pt | G  | V  | N | P  | GF | GS | DR  |
| --------------------- | ---- | ------------------- | -- | -- | -- | - | -- | -- | -- | --- |
| Slovacchia (bandiera) | 1.   | Slovan Bratislava   | 71 | 32 | 22 | 5 | 5  | 78 | 28 | +50 |
|                       | 2.   | DAC Dunajská Streda | 65 | 32 | 19 | 8 | 5  | 66 | 38 | +28 |
|                       | 3.   | Spartak Trnava      | 55 | 32 | 17 | 4 | 11 | 48 | 37 | +11 |
|                       | 4.   | Žilina              | 52 | 32 | 15 | 7 | 10 | 73 | 52 | +21 |
|                       | 5.   | ViOn Z.M.           | 40 | 32 | 11 | 7 | 14 | 42 | 51 | -9  |
|                       | 6.   | AS Trenčín          | 32 | 32 | 8  | 8 | 16 | 42 | 61 | -19 |

Legenda:
      Campione di Slovacchia e ammessa alla UEFA Champions League 2021-2022
      Ammessa alla UEFA Europa Conference League 2021-2022
 Ammessa ai Play-off Europa Conference League.
Regolamento:
Tre punti a vittoria, uno a pareggio, zero a sconfitta.
La classifica viene stilata secondo i seguenti criteri:
- Punti conquistati
- Punti conquistati negli scontri diretti
- Differenza reti negli scontri diretti
- Reti realizzate negli scontri diretti
- Reti realizzate fuori casa negli scontri diretti
- Spareggio

### Risultati
|                   | AST  | DAC  | SlB  | SpT  | VZM  | Žil  |
| ----------------- | ---- | ---- | ---- | ---- | ---- | ---- |
| AS Trenčín        | –––– | 1-1  | 2-6  | 0-1  | 3-0  | 2-3  |
| DAC Dun. Streda   | 2-0  | –––– | 2-2  | 2-0  | 2-0  | 2-1  |
| Slovan Bratislava | 2-1  | 0-1  | –––– | 1-2  | 4-1  | 2-2  |
| Spartak Trnava    | 2-0  | 3-2  | 3-0  | –––– | 3-0  | 1-1  |
| ViOn Z.M.         | 1-0  | 0-1  | 0-4  | 0-0  | –––– | 1-0  |
| Žilina            | 5-3  | 3-3  | 2-3  | 2-1  | 5-1  | –––– |

## Play-out

### Classifica finale
|  | Pos. | Squadra            | Pt | G  | V  | N  | P  | GF | GS | DR  |
|  | ---- | ------------------ | -- | -- | -- | -- | -- | -- | -- | --- |
|  | 7.   | Sereď              | 41 | 32 | 11 | 8  | 13 | 37 | 48 | -11 |
|  | 8.   | Ružomberok         | 39 | 32 | 10 | 9  | 13 | 41 | 44 | -3  |
|  | 9.   | Pohronie           | 38 | 32 | 8  | 14 | 10 | 38 | 38 | 0   |
|  | 10.  | Zemplín Michalovce | 35 | 32 | 8  | 11 | 13 | 34 | 53 | -19 |
|  | 11.  | Senica             | 33 | 32 | 8  | 9  | 15 | 31 | 51 | -20 |
|  | 12.  | Nitra              | 27 | 32 | 7  | 6  | 19 | 26 | 55 | -29 |

Legenda:
 Ammessa ai Play-off Europa Conference League.
 Ammessa allo spareggio promozione-retrocessione
      Retrocessa in 2. Liga 2021-2022
Regolamento:
Tre punti a vittoria, uno a pareggio, zero a sconfitta.
La classifica viene stilata secondo i seguenti criteri:
- Punti conquistati
- Punti conquistati negli scontri diretti
- Differenza reti negli scontri diretti
- Reti realizzate negli scontri diretti
- Reti realizzate fuori casa negli scontri diretti
- Spareggio

### Risultati
|                    | Nit  | Poh  | Ruž  | Sen  | Ser  | ZeM  |
| ------------------ | ---- | ---- | ---- | ---- | ---- | ---- |
| Nitra              | –––– | 2-3  | 1-0  | 0-3  | 0-1  | 0-4  |
| Pohronie           | 0-0  | –––– | 1-0  | 3-0  | 1-2  | 0-0  |
| Ružomberok         | 2-0  | 1-0  | –––– | 1-1  | 2-1  | 2-0  |
| Senica             | 1-0  | 0-0  | 0-1  | –––– | 1-0  | 1-1  |
| Sereď              | 2-1  | 0-1  | 1-0  | 4-1  | –––– | 2-0  |
| Zemplín Michalovce | 1-1  | 1-2  | 2-1  | 1-0  | 2-2  | –––– |

## Play-off Europa Conference League
|  | Semifinali | Semifinali | Semifinali |  |   | Finale       | Finale    | Finale |
|  |            |            |            |  |   |              |           |        |
|  | 4          | Žilina     | 4          |  |   |              |           |        |
|  | 4          | Žilina     | 4          |  |   |              |           |        |
|  | 7          | Sereď      | 2          |  |   |              |           |        |
|  | 7          | Sereď      | 2          |  | 4 | Žilina (dts) | 3         |        |
|  |            |            |            |  | 4 | Žilina (dts) | 3         |        |
|  |            |            |            |  |   | 5            | ViOn Z.M. | 2      |
|  | 5          | ViOn Z.M.  | 2          |  |   | 5            | ViOn Z.M. | 2      |
|  | 5          | ViOn Z.M.  | 2          |  |   |              |           |        |
|  | 6          | AS Trenčín | 0          |  |   |              |           |        |
|  | 6          | AS Trenčín | 0          |  |   |              |           |        |

### Semifinali
|           | Risultati |            | Luogo e data                  |
| --------- | --------- | ---------- | ----------------------------- |
| Žilina    | 4 - 2     | Sereď      | Žilina, 25 maggio 2021        |
| ViOn Z.M. | 2 - 0     | AS Trenčín | Zlaté Moravce, 25 maggio 2021 |
|           |           |            |                               |

### Finale
|        | Risultati   |           | Luogo e data           |
| ------ | ----------- | --------- | ---------------------- |
| Žilina | 3 - 2 (dts) | ViOn Z.M. | Žilina, 28 maggio 2021 |
|        |             |           |                        |

## Spareggio promozione-retrocessione
|            | Risultati |            | Luogo e data           |
| ---------- | --------- | ---------- | ---------------------- |
| Dukla B.B. | 1 - 2     | Senica     | Zvolen, 25 maggio 2021 |
| Senica     | 1 - 1     | Dukla B.B. | Senica, 28 maggio 2021 |
|            |           |            |                        |

## Classifica marcatori
| Gol |  |  | Giocatore          | Squadra           |
| --- |  |  | ------------------ | ----------------- |
| 19  |  |  | Dawid Kurminowski  | Žilina            |
| 16  |  |  | Eric Ramírez       | DAC Dun. Streda   |
| 14  |  |  | Rafael Ratão       | Slovan Bratislava |
| 14  |  |  | Filip Balaj        | ViOn Z.M.         |
| 13  |  |  | Zsolt Kalmár       | DAC Dun. Streda   |
| 12  |  |  | Hamza Čataković    | AS Trenčín        |
| 11  |  |  | Martin Regáli      | Ružomberok        |
| 11  |  |  | Marko Divković     | DAC Dun. Streda   |
| 10  |  |  | Dávid Holman       | Slovan Bratislava |
| 9   |  |  | Dávid Strelec      | Slovan Bratislava |
| 9   |  |  | Vahan Bichakhchyan | Žilina            |
| 9   |  |  | Bamidele Yusuf     | Spartak Trnava    |